# Barrax
Barrax és un municipi de la província d'Albacete, situat sobre l'altiplà que comença la regió muntanyenca d'Alcaraz. És un poble eminentment agrícola envoltat per grans extensions de cereals. El 2020 tenia 1.799 habitants.